# Slovak Juniors 2016
Das Turnier YONEX Slovak Junior 2016 als bedeutendstes internationales Nachwuchsturnier der Slowakei im Badminton fand vom 25. bis zum 27. November 2016 in Trenčín statt.

## Sieger und Platzierte
| Disziplin    | Gold                                       | Silber                                 | Bronze                                   |
| ------------ | ------------------------------------------ | -------------------------------------- | ---------------------------------------- |
| Herreneinzel | Jan Louda                                  | Azmy Qowimuramadhoni                   | Danylo Bosniuk                           |
| Herreneinzel | Jan Louda                                  | Azmy Qowimuramadhoni                   | Ondřej Král                              |
| Dameneinzel  | Sara Peñalver Pereira                      | Vivien Sándorházi                      | Ana Carbon                               |
| Dameneinzel  | Sara Peñalver Pereira                      | Vivien Sándorházi                      | Réka Madarász                            |
| Herrendoppel | Daniel Nikolov Ivan Panev                  | Robert Cybulski Paweł Śmiłowski        | Philip Birker Jakob Sorger               |
| Herrendoppel | Daniel Nikolov Ivan Panev                  | Robert Cybulski Paweł Śmiłowski        | Matěj Hubáček Ondřej Král                |
| Damendoppel  | Wiktoria Dąbczyńska Aleksandra Goszczyńska | Zuzanna Glijer Magdalena Świerczyńska  | Veronika Dobiášová Pavlína Krpatová      |
| Damendoppel  | Wiktoria Dąbczyńska Aleksandra Goszczyńska | Zuzanna Glijer Magdalena Świerczyńska  | Katsiaryna Zablotskaya Kateřina Zuzáková |
| Mixed        | Danylo Bosniuk Yevgeniya Paksyutova        | Paweł Śmiłowski Magdalena Świerczyńska | Robert Cybulski Wiktoria Dąbczyńska      |
| Mixed        | Danylo Bosniuk Yevgeniya Paksyutova        | Paweł Śmiłowski Magdalena Świerczyńska | Radosław Wróbel Izabela Pajek            |